# Scleria pooides
Scleria pooides är en halvgräsart som beskrevs av Henry Nicholas Ridley. Scleria pooides ingår i släktet Scleria och familjen halvgräs. Inga underarter finns listade i Catalogue of Life.